# Plage de Areas
La plage de Areas est une plage galicienne appartenant à la commune de Sanxenxo dans la province de Pontevedra, en Espagne. Elle a une longueur de 830 mètres et est située sur la ria de Pontevedra à 15 km de Pontevedra.

## Description
C'est une plage rectiligne et semi-courbée à l'une des extrémités. Elle est limitée à l'extrémité orientale par la petite anse des Morts, avec un accès à marée basse et Punta Cabicastro, avec de belles vues sur la ria de Pontevedra. Le sable y est blanc et fin et elle est à l'abri des vents, avec des eaux calmes propices à la pratique des sports nautiques : ski nautique, voile, jet ski, planche à voile (avec une limite de 200 mètres jusqu'à la plage). Il y a une aire de mouillage des bateaux.
À son extrémité orientale se trouve la Pointe Areas, qui délimite clairement la partie de ria intérieure de la ria extérieure.

## Accès
Depuis Sanxenxo, on prend la route côtière PO-308 en direction de Pontevedra. À Areas, on prend une déviation indiquée à droite vers la plage.

## Galerie de photos

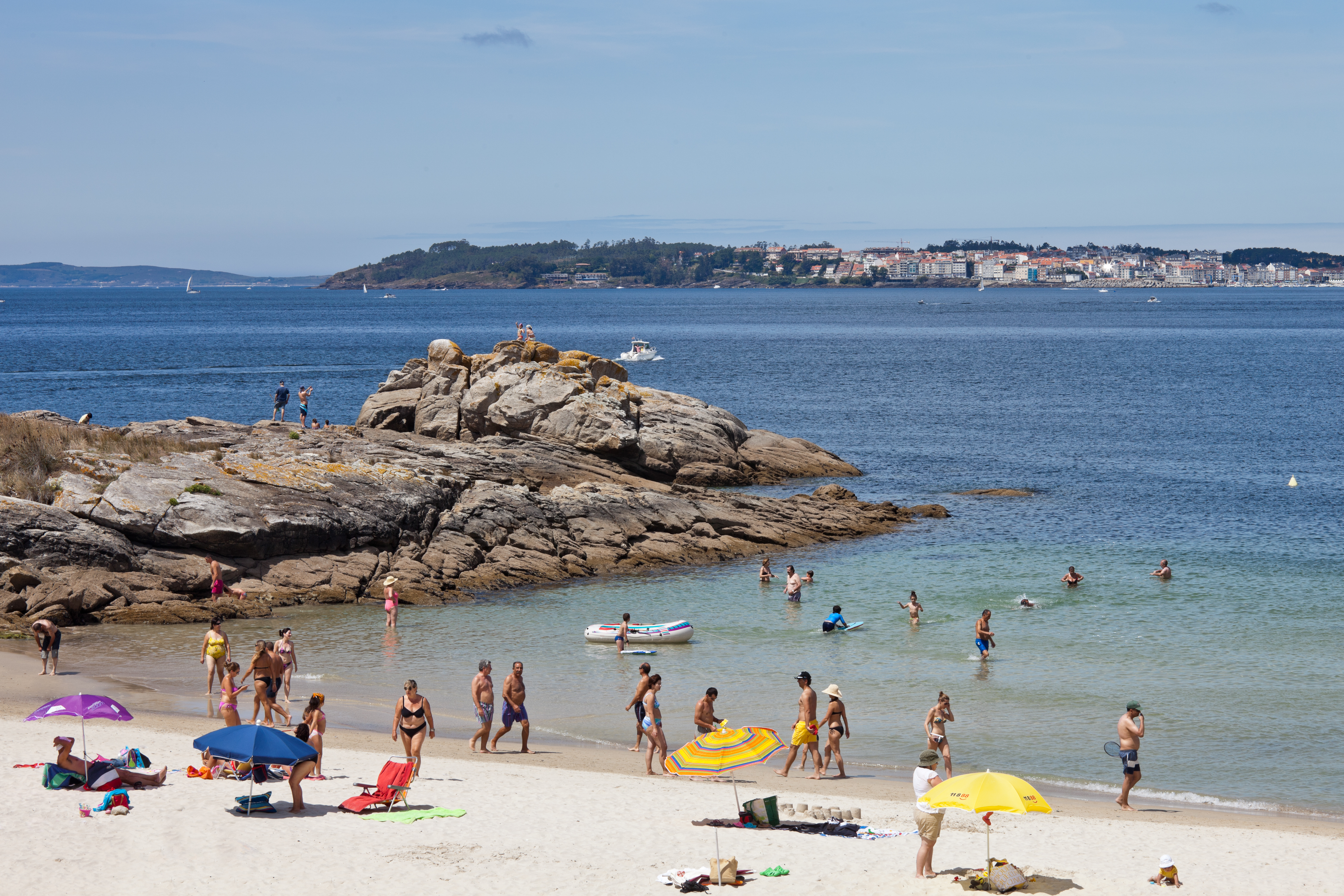
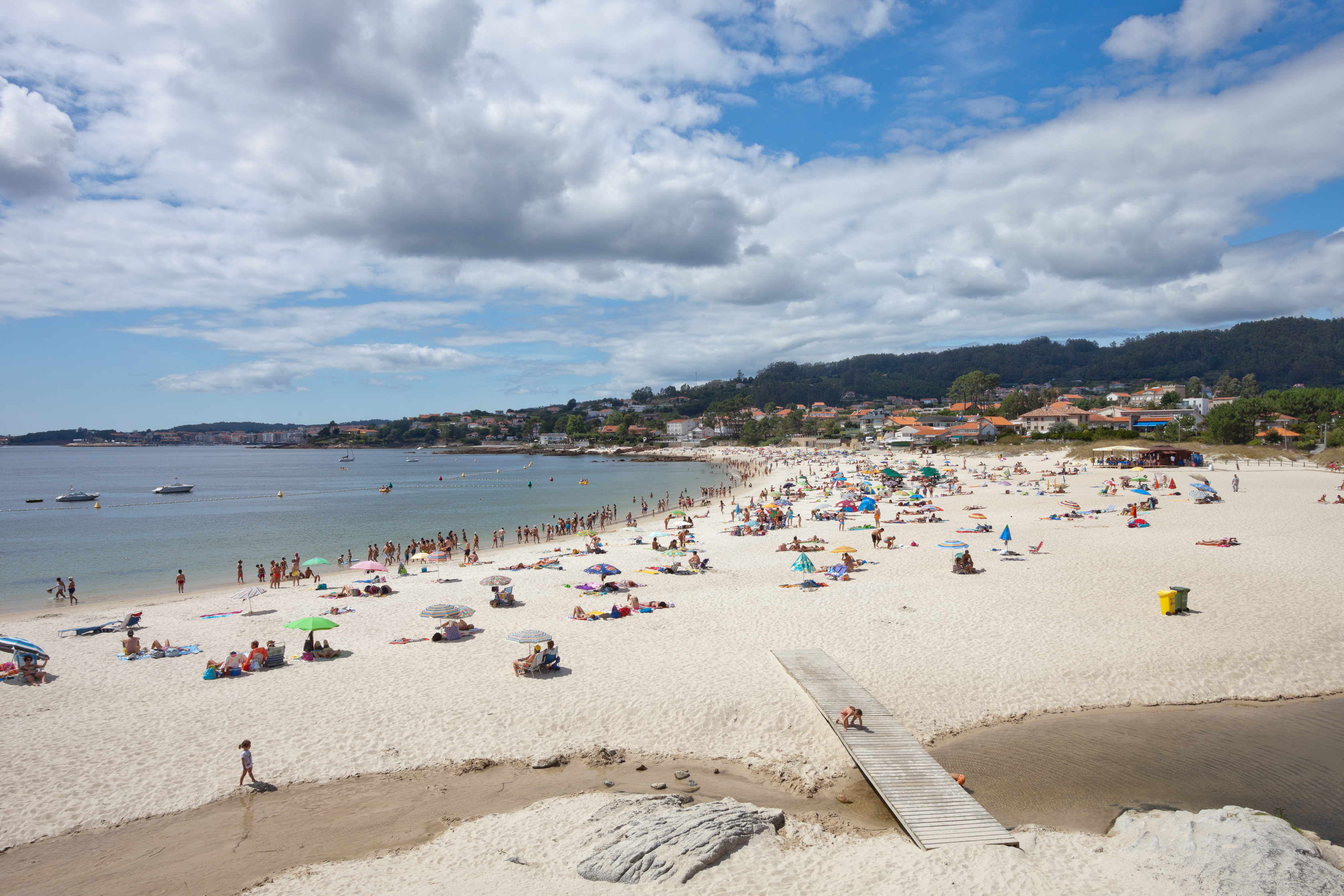
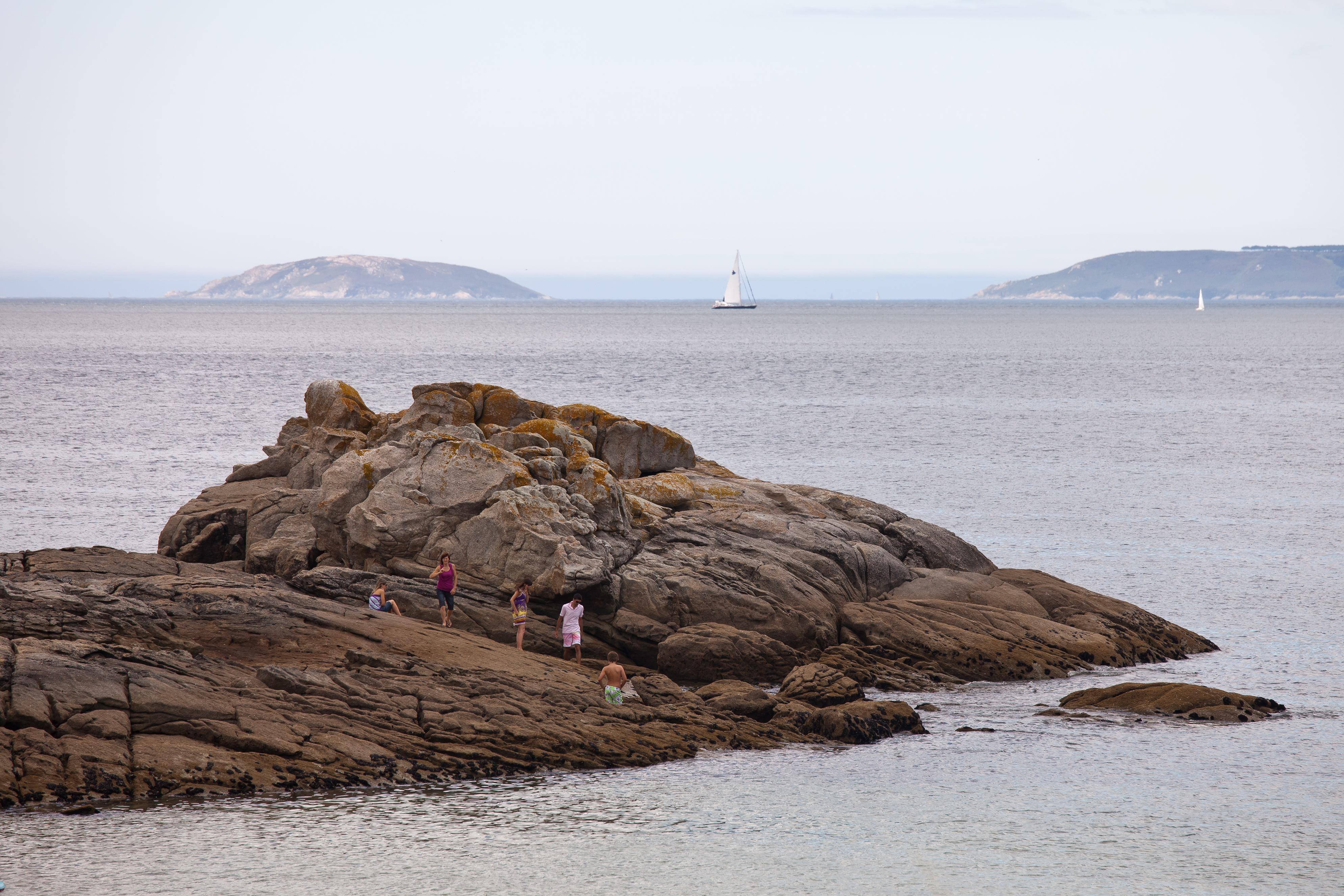
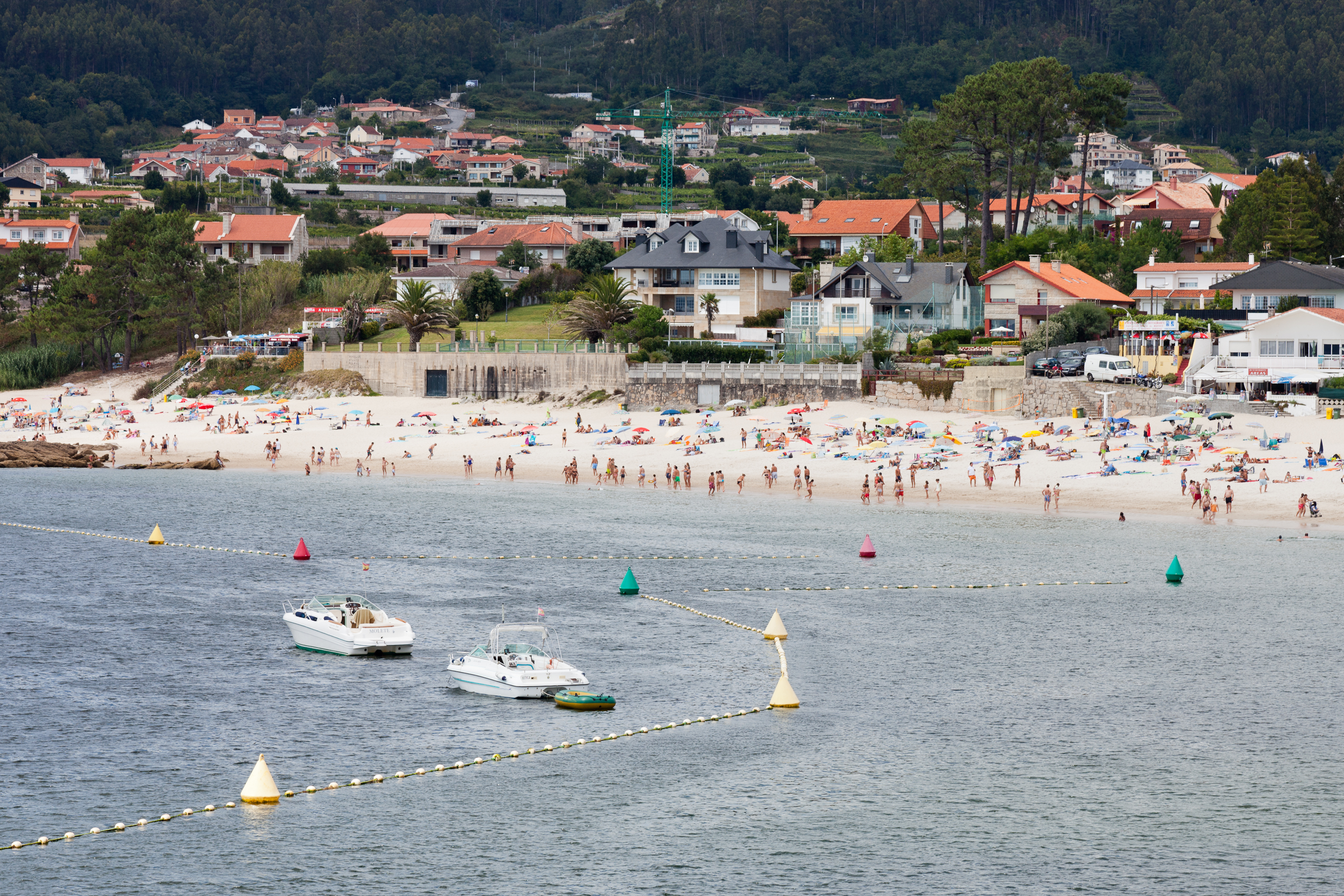
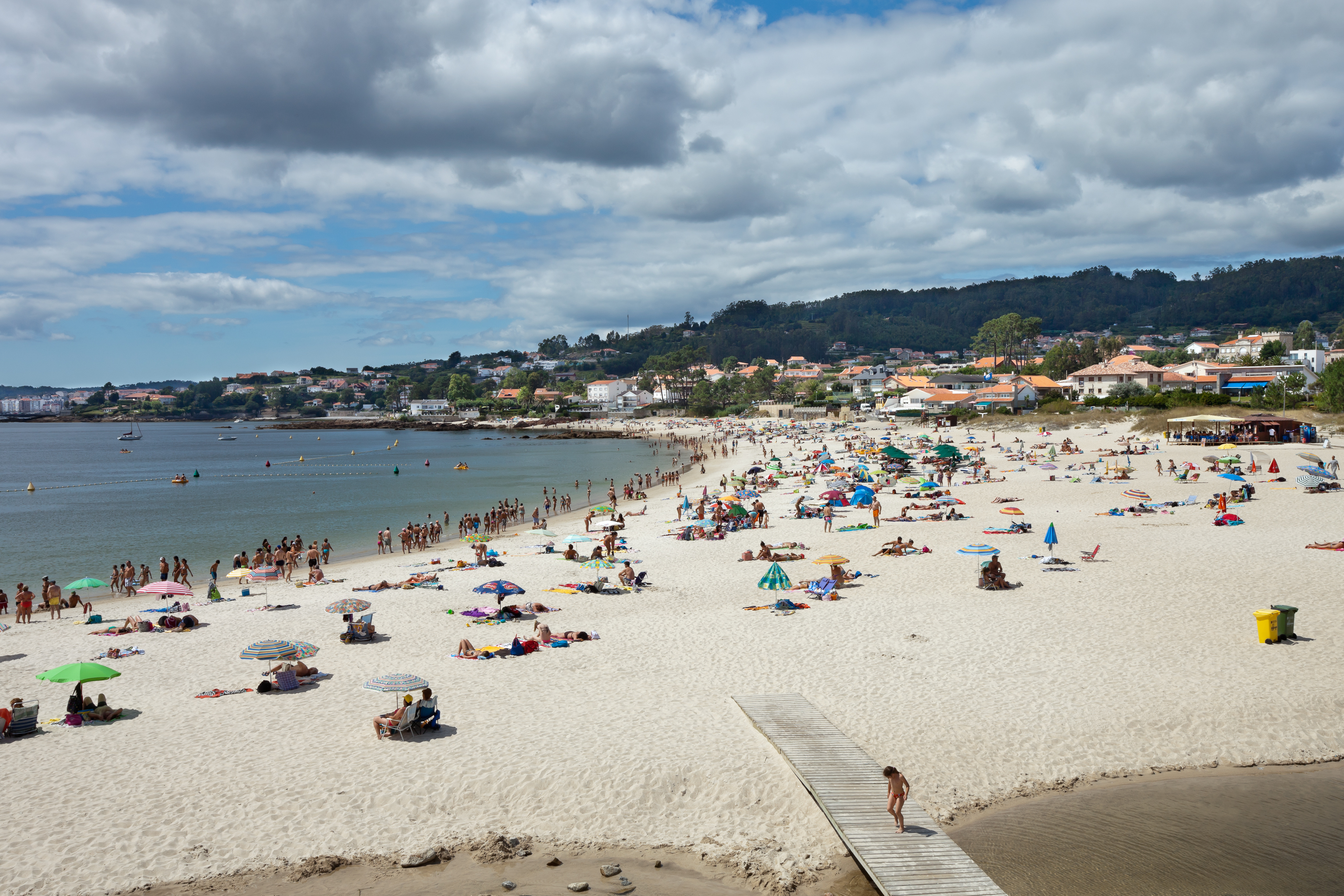

### Autres articles
- Sanxenxo
- Ria de Pontevedra
- Rias Baixas
- Plage de Silgar
- Plage de Montalvo
- Plage de la Lanzada